# Clemente Mastella

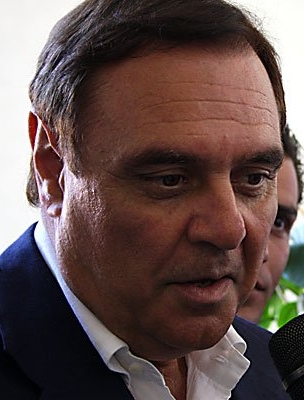
Clemente Mastella

Mario Clemente Mastella (Ceppaloni, 5 februari 1947) is een Italiaans christendemocratisch politicus. Sinds 1999 is hij nationaal secretaris van de Volksalliantie- UDEUR, een gematigd centrumlinkse partij en onderdeel van L'Unione.
Mastella is afgestudeerd in de geschiedenis en in de filosofie. Hij was als journalist werkzaam en lid van de Democrazia Cristiana (christendemocraten). Deze partij viel in 1994 als gevolg van een opeenstapeling van corruptieschandalen uit elkaar. In hetzelfde jaar richtte Mastelli de Centrum Christendemocraten op waar hij samen met Pier Ferdinando Casini voorzitter van was. De CCD was lid van het Huis van de Vrijheden van Silvio Berlusconi en na de verkiezingsoverwinning van het Huis van de Vrijheden (1994) werd Mastella minister van Arbeid in het kabinet-Berlusconi I.
In 1998 ontstond er een conflict binnen de CCD. Een groep gematigde partijleden scheidden zich van de CCD af en stichtten de Unione Democratica per la Repubblica. Oud-president Francesco Cossiga werd partijvoorzitter en Mastella, die zich bij de UDR had aangesloten, nationaal secretaris. De UDR presenteerde zich nadrukkelijk als een centrumpartij. De UDR ging echter een jaar later ter ziele. Mastella besloot daarop met anderen UDEUR (Unione Democratici per l'Europa). UDEUR werd lid van L'Unione, de centrumlinkse alliantie die onder leiding staat van Romano Prodi. In 2004 traden leden van de Partito Popolare Italiano (PPI) toe tot UDEUR en werd de naam gewijzigd in Popolari-UDEUR (Volksalliantie- UDEUR).
Tijdens verkiezingen om het leiderschap binnen L'Unione op 16 oktober 2005 verkreeg Mastella 4,6% (196.014) van de stemmen.
Mastella is sinds 1976 lid van de Kamer van Afgevaardigden en is ook burgemeester van zijn geboorteplaats Ceppaloni.
Tussen 1981 en 1994 en tussen 2009 en 2014 was Mastella lid van het Europees Parlement, waar zijn delegatie deel uitmaakte van de Europese Volkspartij. Hij werd bij de verkiezingen van 2014 niet herverkozen.
- Gemeinsame Normdatei: 139414886
- International Standard Name Identifier: 0000 0000 7888 2534
- Library of Congress Control Number: no2009114790
- Istituto Centrale per il Catalogo Unico: NAPV051543
- Système universitaire de documentation: 147586089
- Virtual International Authority File: 101157537
- WorldCat: E39PBJmxYWYfb6c43Q66JkbyBP